# Kurodacirsa glans
Kurodacirsa glans is een slakkensoort uit de familie van de Epitoniidae. De wetenschappelijke naam van de soort is voor het eerst geldig gepubliceerd in 2000 door Nakayama.